# C/2007 Q3 (Сайдинг Спрінг)
C/2007 Q3 (англ. Siding Spring) — комета з хмари Оорта, яка була відкрита Донною Бертон (англ. Donna Burton) в обсерваторії Сайдинг-Спрінг в Австралії. Комета підійшла на відстань 1,2 а. о. до Землі і на відстань 2,25 а. о. до Сонця 7 жовтня 2009 року. До січня 2010 року комету можна було спостерігати в бінокль.
Зображення комети, які у березні 2010 року отримав N. Howes, показують, що ядро комети складається з фрагментів.
Дуга спостереження комети становить 1327 днів, комета спостерігалася у квітні 2011 року. Орбіта довгоперіодичної комети визначається при обчисленні оскулюючої орбіти на епоху після покидання кометою області планет, обчислення проводяться відносно центра мас Сонячної системи. При використанні системи ефемерид JPL (англ. JPL Horizons On-Line Ephemeris System) на добу 1 січня 2030 року були отримані значення великої півосі 7500 а. о., апоцентрична відстань 15 000 а.о., період обігу близько 650 000 років.
До входу в область планет Сонячної системи (епоха 1950 року) C/2007 Q3 мала передбачуваний барицентричний орбітальний період ~6,4 млн років і афелій на відстані близько 69 000 а. о. (1,09 світлового року). Ймовірно, комета перебувала під зовнішньою частиною хмари Оорта протягом мільйонів років, поки збурення орбіти не спрямувало її у внутрішню частину Сонячної системи.